# 新疆维吾尔自治区阿克苏监狱
新疆维吾尔自治区阿克苏监狱是位于新疆维吾尔自治区阿克苏地区阿瓦提县的一所监狱，隶属于新疆维吾尔自治区司法厅监狱管理局。所在区域亦以“阿克苏监狱”之名列为阿瓦提县的一个类似乡级单位。

## 行政区划
下辖以下地区：阿克苏监狱虚拟生活区。